# Ikechukwu Ezenwa
Ikechukwu Vincent Ezenwa (Yenagoa, 16 ottobre 1988) è un ex calciatore nigeriano, di ruolo portiere.

## Carriera
In nazionale Ezenwa è il secondo portiere e vanta la convocazione al Mondiale di Russia 2018.